# Patrick Kieran Lynch
Patrick Kieran Lynch SSCC (* 27. April 1947 in Cork) ist ein irischer Geistlicher und emeritierter römisch-katholischer Weihbischof in Southwark.

## Leben
Patrick Lynch trat der Ordensgemeinschaft der Arnsteiner Patres bei, legte am 23. August 1965 die Profess ab und empfing am 21. Juli 1972 die Priesterweihe.
Papst Benedikt XVI. ernannte ihn am 28. Februar 2005 zum Weihbischof in Southwark und Titularbischof von Castrum. Der Erzbischof von Southwark, Kevin John Patrick McDonald, spendete ihm am 14. Februar des nächsten Jahres die Bischofsweihe; Mitkonsekratoren waren John Franklin Meldon Hine, Weihbischof in Southwark, und Michael George Bowen, emeritierter Erzbischof von Southwark.
Papst Franziskus nahm am 28. November 2020 seinen vorzeitigen Rücktritt an.